# Rövidpályás gyorskorcsolya a 2010. évi téli olimpiai játékokon
A 2010. évi téli olimpiai játékokon a rövidpályás gyorskorcsolya versenyszámait a Vancouver Hastings Park nevű városrészében található Pacific Coliseum fedett jégpályán rendezték meg február 13. és 26. között.
A férfiaknak és a nőknek egyaránt 4–4 versenyszámban osztottak érmeket.

## Részt vevő nemzetek
| Nemzet              | Ffi 500 m | Ffi 1000 m | Ffi 1500 m | Ffi váltó | Női 500 m | Női 1000 m | Női 1500 m | Női váltó | Sportolók |
| ------------------- | --------- | ---------- | ---------- | --------- | --------- | ---------- | ---------- | --------- | --------- |
| Ausztrália          | 0         | 1          | 0          |           | 1         | 1          | 1          |           | 2         |
| Ausztria            | 0         | 0          | 0          |           | 0         | 1          | 1          |           | 1         |
| Belgium             | 1         | 1          | 1          |           | 0         | 0          | 0          |           | 1         |
| Bulgária            | 0         | 1          | 0          |           | 2         | 1          | 2          |           | 3         |
| Csehország          | 0         | 0          | 0          |           | 1         | 1          | 1          |           | 1         |
| Dél-Korea           | 3         | 3          | 3          | X         | 3         | 2          | 3          | X         | 9         |
| Egyesült Államok    | 3         | 3          | 3          | X         | 2         | 3          | 3          | X         | 10        |
| Franciaország       | 1         | 2          | 3          | X         | 2         | 1          | 1          |           | 7         |
| Hongkong            | 0         | 0          | 0          |           | 1         | 1          | 1          |           | 1         |
| Hollandia           | 2         | 1          | 2          |           | 3         | 3          | 0          | X         | 7         |
| Japán               | 2         | 2          | 3          |           | 2         | 3          | 3          | X         | 8         |
| Kanada              | 3         | 2          | 3          | X         | 3         | 3          | 3          | X         | 10        |
| Kazahsztán          | 1         | 1          | 0          |           | 0         | 0          | 0          |           | 1         |
| Kína                | 3         | 3          | 3          | X         | 3         | 3          | 3          | X         | 10        |
| Lengyelország       | 0         | 0          | 1          |           | 1         | 1          | 2          |           | 3         |
| Lettország          | 1         | 1          | 1          |           | 0         | 0          | 0          |           | 1         |
| Magyarország        | 2         | 1          | 2          |           | 1         | 2          | 3          | X         | 6         |
| Nagy-Britannia      | 2         | 2          | 2          | X         | 2         | 1          | 1          |           | 7         |
| Németország         | 2         | 2          | 3          | X         | 1         | 1          | 1          |           | 5         |
| Olaszország         | 3         | 3          | 3          | X         | 3         | 2          | 3          | X         | 9         |
| Románia             | 0         | 0          | 0          |           | 0         | 0          | 1          |           | 1         |
| Oroszország         | 2         | 2          | 2          |           | 1         | 2          | 3          |           | 5         |
| Új-Zéland           | 1         | 1          | 1          |           | 0         | 0          | 0          |           | 1         |
| Összesen: 23 nemzet | 32        | 32         | 36         | 8         | 32        | 32         | 36         | 8         | 109       |

## Éremtáblázat
(A rendező nemzet csapata eltérő háttérszínnel, az egyes számoszlopok legmagasabb értéke, vagy értékei vastagítással kiemelve.)
| A 2010. évi téli olimpiai játékok éremtáblázata rövidpályás gyorskorcsolyában | A 2010. évi téli olimpiai játékok éremtáblázata rövidpályás gyorskorcsolyában | A 2010. évi téli olimpiai játékok éremtáblázata rövidpályás gyorskorcsolyában | A 2010. évi téli olimpiai játékok éremtáblázata rövidpályás gyorskorcsolyában | A 2010. évi téli olimpiai játékok éremtáblázata rövidpályás gyorskorcsolyában | Olimpia  |
| ----------------------------------------------------------------------------- | ----------------------------------------------------------------------------- | ----------------------------------------------------------------------------- | ----------------------------------------------------------------------------- | ----------------------------------------------------------------------------- | -------- |
|                                                                               | Ország                                                                        | Arany                                                                         | Ezüst                                                                         | Bronz                                                                         | Összesen |
| 1.                                                                            | Kína (CHN)                                                                    | 4                                                                             | 0                                                                             | 0                                                                             | 4        |
| 2.                                                                            | Dél-Korea (KOR)                                                               | 2                                                                             | 4                                                                             | 2                                                                             | 8        |
| 3.                                                                            | Kanada (CAN)                                                                  | 2                                                                             | 2                                                                             | 1                                                                             | 5        |
|                                                                               |                                                                               |                                                                               |                                                                               |                                                                               |          |
| 4.                                                                            | Egyesült Államok (USA)                                                        | 0                                                                             | 2                                                                             | 4                                                                             | 6        |
|                                                                               |                                                                               |                                                                               |                                                                               |                                                                               |          |
| 5.                                                                            | Olaszország (ITA)                                                             | 0                                                                             | 0                                                                             | 1                                                                             | 1        |
|                                                                               |                                                                               |                                                                               |                                                                               |                                                                               |          |
| Összesen                                                                      | Összesen                                                                      | 8                                                                             | 8                                                                             | 8                                                                             | 24       |

## Érmesek
A rövidítések jelentése a következő:
- WR: világrekord
- OR: olimpiai rekord

### Férfi
| A 2010. évi téli olimpiai játékok érmesei férfi rövidpályás gyorskorcsolyában | |             |                                                                                   |          | |          |
| Versenyszám                                                                   | Arany | Arany       | Ezüst                                                                             | Ezüst    | Bronz                                                                                                | Bronz    |
| 500 méter                                                                     | Charles Hamelin · Kanada (CAN)                                                                                  | 40,981      | Szong Szibek · Dél-Korea (KOR)                                                    | 41,340   | François-Louis Tremblay · Kanada (CAN)                                                               | 46,366   |
| 1000 méter                                                                    | I Csongszu · Dél-Korea (KOR)                                                                                    | 1:23,747 OR | I Hoszok · Dél-Korea (KOR)                                                        | 1:23,801 | Apolo Anton Ohno · Egyesült Államok (USA)                                                            | 1:24,128 |
| 1500 méter                                                                    | I Csongszu · Dél-Korea (KOR)                                                                                    | 2:17,611    | Apolo Anton Ohno · Egyesült Államok (USA)                                         | 2:17,976 | J. R. Celski · Egyesült Államok (USA)                                                                | 2:18,053 |
| 5000 méteres váltó                                                            | Kanada (CAN) · Charles Hamelin · François Hamelin · Olivier Jean · François-Louis Tremblay · Guillaume Bastille | 6:44,224    | Dél-Korea (KOR) · I Hoszok · Kim Szongil · Kvak Jungi · I Csongszu · Szong Szibek | 6:44,446 | Egyesült Államok (USA) · J. R. Celski · Travis Jayner · Jordan Malone · Apolo Anton Ohno · Simon Cho | 6:44,498 |

### Női
| A 2010. évi téli olimpiai játékok érmesei női rövidpályás gyorskorcsolyában | |             |                                                                                     |          | |          |
| Versenyszám                                                                 | Arany | Arany       | Ezüst                                                                               | Ezüst    | Bronz | Bronz    |
| 500 méter                                                                   | Vang Meng (Wang Meng) · Kína (CHN)                                                                               | 43,048      | Marianne St-Gelais · Kanada (CAN)                                                   | 43,707   | Arianna Fontana · Olaszország (ITA)                                                                         | 43,804   |
| 1000 méter                                                                  | Vang Meng (Wang Meng) · Kína (CHN)                                                                               | 1:29,213    | Katherine Reutter · Egyesült Államok (USA)                                          | 1:29,324 | Pak Szunghi · Dél-Korea (KOR)                                                                               | 1:29,379 |
| 1500 méter                                                                  | Csou Jang (Zhou Yang) · Kína (CHN)                                                                               | 2:16,993 OR | I Unbjol · Dél-Korea (KOR)                                                          | 2:17,849 | Pak Szunghi · Dél-Korea (KOR)                                                                               | 2:17,927 |
| 3000 méteres váltó                                                          | Kína (CHN) · Szun Lin-lin (Sun Linlin) · Vang Meng (Wang Meng) · Csang Huj (Zhang Hui) · Csou Jang (Zhou Yang) · | 4:06,610 WR | Kanada (CAN) · Jessica Gregg · Kalyna Roberge · Marianne St-Gelais · Tania Vicent · | 4:09,137 | Egyesült Államok (USA) · Allison Baver · Alyson Dudek · Lana Gehring · Katherine Reutter · Kimberly Derrick | 4:14,081 |

## Magyar szereplés
Férfi
| Versenyző    | Versenyszám | Helyezés |
| ------------ | ----------- | -------- |
| Darázs Péter | 500 m       | 22.      |
| Darázs Péter | 1500 m      | 19.      |
| Knoch Viktor | 500 m       | 25.      |
| Knoch Viktor | 1000 m      | 21.      |
| Knoch Viktor | 1500 m      | 30.      |

Női
| Versenyző                                                 | Versenyszám  | Helyezés |
| --------------------------------------------------------- | ------------ | -------- |
| Darázs Rózsa                                              | 1500 m       | kizárták |
| Heidum Bernadett                                          | 1000 m       | 9.       |
| Heidum Bernadett                                          | 1500 m       | 23.      |
| Huszár Erika                                              | 500 m        | 19.      |
| Huszár Erika                                              | 1000 m       | kizárták |
| Huszár Erika                                              | 1500 m       | 6.       |
| Darázs Rózsa Heidum Bernadett Huszár Erika Keszler Andrea | 3000 m váltó | 5.       |

Nem indult
- Lajtos Szandra (a női váltó tartalék tagja volt)